# Blaise Nzeyimana
Blaise Nzeyimana (ur. 2 czerwca 1954 w Butare) – rwandyjski duchowny rzymskokatolicki, od 2011 biskup Ruyigi.

## Życiorys
Święcenia kapłańskie przyjął 25 lipca 1981 i został inkardynowany do archidiecezji Gitega. Był m.in. ekonomem diecezjalnym, wikariuszem biskupim dla rejonu Gitega, wikariuszem generalnym archidiecezji oraz sekretarzem generalnym krajowej Caritas.
30 października 2010 został prekonizowany biskupem Ruyigi. Sakry biskupiej udzielił mu 15 stycznia 2011 jego poprzednik, bp Joseph Nduhirubusa.